# سید مهدی جعفری(بازیکن بسکتبال)
.